# 泉栄子
泉 栄子（いずみ えいこ、1967年1月2日 - ）は、日本のヨガインストラクター、実業家、元エアロビクス・インストラクター。2016年に株式会社シェイクヨガ設立、代表取締役。ヨガ教室の運営、インストラクター養成、インストラクター派遣を行う。
シェイクヨガの提唱者。2015年に開脚の方法を解説した動画を公開してTwitterやfacebookなどで人気になり、「開脚の女王」と呼ばれ話題を集めた。2016年の著作『どんなに体がかたい人でもベターッと開脚できるようになるすごい方法』は様々なメディアで取り上げられ、発売から2年で100万部を売り上げた。

## 著書
- 『どんなに体がかたい人でもベターッと開脚できるようになる すごい方法』（サンマーク出版・ 2016年）
- 『開脚の女王プロデュース ベターッと開脚測定シート Eiko』（サンマーク出版・ 2017年）
- 『引き締まる! 若返る! 体がかたい人のための 1ポーズ筋肉ゆらしストレッチ』（集英社・ 2025年）